# TI-92
La TI-92 est une calculatrice graphique programmable commercialisée par Texas Instruments à partir de 1995. Elle dispose de deux fonctionnalités extrêmement novatrices à l'époque : un logiciel de calcul formel et un logiciel de géométrie interactive, ce qui lui vaut à sa sortie des critiques élogieuses. La TI-92 Plus puis la Voyage 200 sont des évolutions de la TI-92 sorties respectivement en 1998 et 2002 qui introduisent un matériel amélioré et de nouvelles fonctionnalités logicielles.

## TI-92
La TI-92 est la première calculatrice Texas Instruments à avoir été équipée du microprocesseur Motorola 68000, cadencé ici à 10 MHz. Elle se démarque nettement des modèles précédents de la gamme Texas Instruments :
- ses dimensions sont imposantes, car elle dispose d'un véritable clavier QWERTY équipé d'un pavé à 8 directions, ainsi que d'un grand écran ;
- le confort d'utilisation est accru grâce à l'introduction du copier-collé généralisé et d'un bon éditeur de programmes ;
- elle peut tracer des courbes en 2D et 3D ;
- elle dispose de logiciels de calcul formel et de géométrie.

Comme les autres modèles de la gamme, elle est programmable dans un langage proche de BASIC ou Pascal, parfois surnommé « TI-Basic » par les utilisateurs.
Le logiciel de calcul formel est Derive de Soft Warehouse. Il permet notamment la résolution de systèmes d'équation, le développement et la factorisation d'expressions, le calcul de dérivées, primitives et intégrales, le développement en série de Taylor, la manipulation de grands nombres entiers.
Le logiciel de géométrie interactive est une version spéciale de Cabri Géomètre, issu de l'Université Joseph-Fourier.
Elle ne permettait pas en standard la programmation en assembleur. Cependant, l'exécution de programmes écrits en assembleur a été rendue possible par le système Fargo, bricolé par des passionnés et basé sur une sauvegarde mémoire modifiée.
La TI-92 dispose d'un connecteur pour module enfichable permettant de mettre à niveau la calculatrice. Les premiers exemplaires de la TI-92 sont équipés en standard d'un module qui contient le logiciel de la calculatrice sur une ROM. Ensuite, cette ROM a été soudée directement sur la carte mère et le connecteur a alors été laissé libre. Texas Instruments commercialise en 1996 un module qui ajoute 128 ko de mémoire supplémentaire et qui permet d'afficher les menus dans cinq langues (anglais, français, allemand, italien, espagnol). Des TI-92 équipées en standard de ce module ont été un temps commercialisées sous l'appellation TI-92 II. En 1998, un autre module permettant de transformer la calculatrice en TI-92 Plus a été commercialisé (voir ci-dessous).

## TI-92 Plus
La version suivante, arrivée en 1998 et nommée TI-92 Plus, apportait de nombreuses améliorations : nouvelle version du système de calcul formel, programmation en assembleur supportée nativement, plus grande capacité mémoire, mémoire flash pour installer de nouvelles applications, etc.
Elle est extérieurement identique à la TI-92, à ceci près que l'écran de la TI-92 Plus offre un meilleur contraste que celui de la TI-92. Les principales améliorations par rapport à la TI-92 sont les suivantes :
- le microprocesseur Motorola 68000 est cadencé à 12 MHz au lieu de 10 ;
- de nouvelles fonctions mathématiques sont disponibles, notamment la résolution d'équations différentielles et la prise en charge des unités ;
- les programmes écrits en assembleur peuvent être lancés sans avoir recours à Fargo ;
- elle dispose de plus de mémoire vive (RAM) ;
- elle est équipée de mémoire flash en lieu et place de la ROM des TI-92, ce qui permet de mettre à jour le logiciel système, ainsi que d'installer des applications supplémentaires et d'archiver des programmes et données.

Texas Instruments a commercialisé un module électronique de remplacement pour la TI-92, qui donnait à cette dernière à peu près toutes les nouvelles fonctionnalités de la TI-92 Plus (mais pas la vitesse accrue du microprocesseur ni bien entendu l'écran de meilleure qualité).
La TI-89, sortie également en 1998, dispose du même logiciel que la TI-92 Plus, sans Cabri géométrie toutefois, et dans un boîtier au format plus classique, comparable aux autres modèles de la gamme des calculatrices graphiques Texas Instruments.

## Voyage 200
En 2002, Texas Instruments a remplacé la TI-92 Plus par la Voyage 200. Il s'agit quasiment de la même calculatrice ; seules deux différences existent :
- le boîtier un peu plus petit et arrondi ;
- la quantité de mémoire flash a été augmentée à 4 Mo.

Toutes les autres caractéristiques matérielles, ainsi que le logiciel, sont strictement identiques.

## Résumé des différences entre les modèles
|                                             | TI-92                 | TI-92II               | TI-92 Plus            | Voyage 200            |
| ------------------------------------------- | --------------------- | --------------------- | --------------------- | --------------------- |
| Processeur                                  | Motorola 68000 10 MHz | Motorola 68000 10 MHz | Motorola 68000 12 MHz | Motorola 68000 12 MHz |
| Mémoire vive totale                         | 128 ko                | 256 ko                | 256 ko                | 256 ko                |
| Mémoire vive disponible pour l'utilisateur  | 70 ko                 | 136 ko                | 188 ko                | 188 ko                |
| Mémoire flash totale                        | —                     | —                     | 2 Mo                  | 4 Mo                  |
| Mémoire flash disponible pour l'utilisateur | —                     | —                     | 702 ko                | 2,7 Mo                |
| Année de sortie                             | 1995                  | 1996                  | 1998                  | 2002                  |